# Allan McDonald
Allan McDonald, né le 1er mars 1951 à Sydney est un joueur australien de tennis.

## Carrière
Titré en simple garçon en 1969 à l'Open d'Australie.